# Aurora Peak
Aurora Peak är en bergstopp i Antarktis. Den ligger i Östantarktis. Australien gör anspråk på området. Toppen på Aurora Peak är 535 meter över havet.
Terrängen runt Aurora Peak är varierad. Trakten är obefolkad. Det finns inga samhällen i närheten.